# Oundjebaoundjed
Oundjebaoundjed est un haut dignitaire de la cour royale de Psousennès Ier au début de la XXIe dynastie.
L'existence de ce personnage a été démontrée pour la première fois avec la découverte de divers objets à son nom retrouvés dans la tombe même de Psousennès Ier, ainsi que sur certains ouchebti trouvés dans l'antichambre de la tombe royale dès 1939. La présence de ces artefacts démontrait un lien particulier entre le ministre et son roi.
Commandant de la garde personnelle du roi, il était le général en chef de l'armée. Il occupait en outre des fonctions religieuses importantes pour cette époque telles que « prophète du dieu Khonsou » et « directeur de tous les prophètes de tous les dieux ». À ce titre il était le ministre des cultes de l'Égypte tanite et devait être à la tête de toute une administration chargée de contrôler les domaines divins pour le compte de la couronne.
Oundjebaoundjed possédait une liste impressionnante de titres militaires, administratifs et religieux :
- prince héréditaire,
- comte,
- porteur du sceau du roi de Basse-Égypte,
- père de Dieu,
- général et chef d'armée,
- haut intendant (puis grand prêtre) de Khonsou,
- prêtre d'Osiris seigneur de Mendès,
- surintendant des prophètes de tous les dieux,
- surintendant de l'Ami unique[1].

Le fait que Oundjebaoundjed soit « Confident personnel du roi » occupant des fonctions aussi importantes lui a valu le grand honneur de posséder son propre tombeau et d'être enterré dans la nécropole royale, même s'il n'était pas un personnage royal. Selon l'un de ses titres, il est possible qu'il soit originaire de Mendès. Sa dépouille momifiée montre qu'il était peut-être d'origine nubienne et qu'il est mort vers la cinquantaine.

## Sépulture

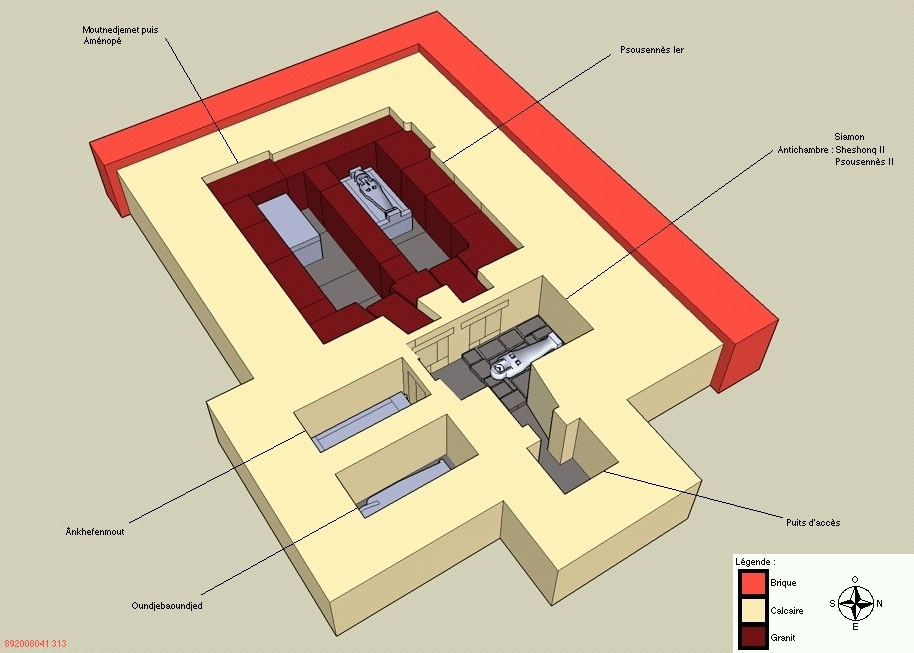
Vue restituée de la tombe de Psousennès Ier dans la nécropole royale de Tanis, comprenant la sépulture du général Oundjebaoundjed

|                    | Oundjebaoundjed |  |
| ------------------ | --- |  |
| Type               | Tombeau |  |
|                    | |  |
| Emplacement        | Nécropole royale de Tanis, tombe NRT III |  |
| Date de découverte | 13 février 1946 |  |
| Découvreur         | Pierre Montet |  |
| Fouilles           | |  |
| Objets découverts  | Sarcophage externe en granit du Nouvel Empire Sarcophage interne en argent Débris d'un cartonnage doré qui enveloppait la momie réduite à l'état de squelette Masque funéraire en or massif Nombreuses amulettes en or Bracelets en or Colliers Quatre vases canopes en albâtre Ouchebtis Vaisselle en or et argent |  |

### Découverte
En 1946, à l'issue de la Seconde Guerre mondiale, Pierre Montet ayant reconstitué son équipe est autorisé à reprendre les fouilles de la nécropole royale de Tanis. Lors de leurs précédentes campagnes, les égyptologues avaient déjà remarqué l'épaisseur inhabituelle du mur sud-est de l'antichambre qui donnait accès aux trois caveaux déjà mis au jour et avaient eu le pressentiment que la nécropole recelait encore une ou plusieurs tombes inconnues. 
Devant la complexité de la tâche pour trouver l'accès au caveau, le choix fut fait de retirer les grandes dalles monolithes qui formaient le plafond de cette partie de la tombe. Au prix de ce monumental effort l'équipe d'égyptologues met alors au jour la tombe intacte du général Oundjebaoundjed.

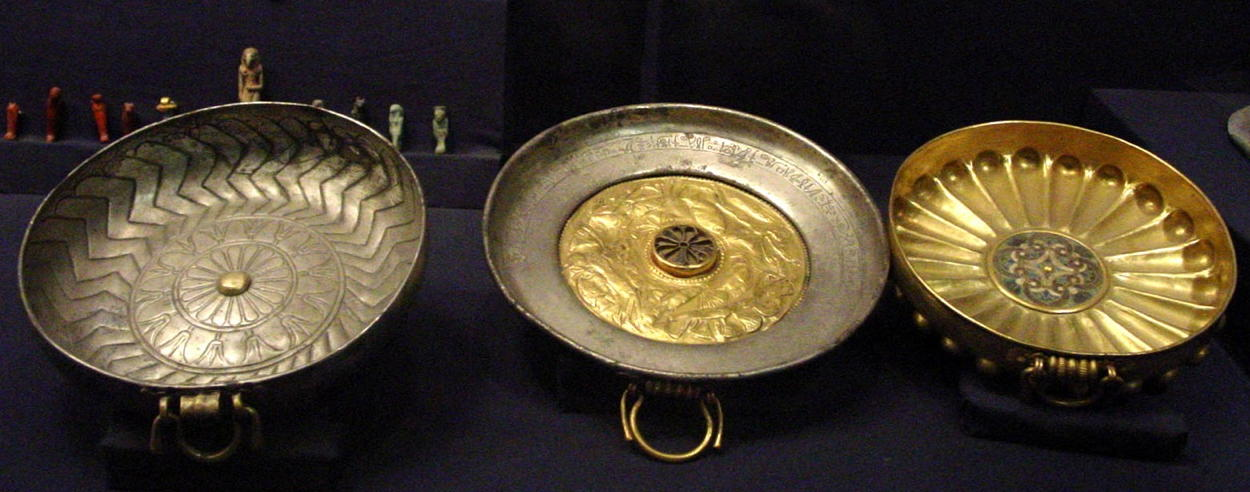
Patères en or et en argent trouvées dans le caveau d'Oundjebaoundjed

Le mobilier funéraire qui l'accompagnait livra une nouvelle collection de vaisselle en or et en argent, des centaines d'ouchebti, quatre vases canopes en albâtre, et un sarcophage anthropomorphe, remploi du Nouvel Empire. Ce sarcophage externe contenait un deuxième sarcophage, couvert d'une feuille d'argent, qui contenait la momie du général. Elle était couverte de bijoux de haute qualité, rivalisant au niveau de la technicité et de l'esthétique avec les exemplaires portés par son roi et maître Psousennès Ier.
Un certain nombre de ces objets d'orfèvrerie sont d'ailleurs des présents du roi et de sa grande épouse royale Moutnedjemet.
Au moment de la découverte, la momie du général n'avait pas résisté aux conditions climatiques du delta et comme toutes les matières organiques du caveau, les chairs momifiées, les bandelettes qui les enveloppaient et le bois qui constituait le dernier sarcophage avaient disparu laissant au milieu des débris dorés le squelette du dignitaire couvert de ses parures funéraires. 
Le visage du général était protégé par un masque en or massif à la facture remarquable. Il est assez proche de celui qui recouvrait le visage d'une autre momie découverte dans l'antichambre voisine près de sept années auparavant, la dépouille royale de Sheshonq II, bien que plusieurs générations séparent les deux personnages. 
Ces découvertes jettent également une nouvelle lumière sur la richesse qui accompagnait les dignitaires de cette cour que l'on a souvent cru en pleine décadence. S'il est certain que ces parures sortent des meilleurs ateliers royaux, démontrant de manière fastueuse la maîtrise des artisans orfèvres du royaume tanite, la qualité des parures et du mobilier et la quantité de métal précieux utilisé pour leur fabrication apportent la preuve que le pays disposait encore de richesses considérables et à plus d'un titre soutient la comparaison avec les meilleures productions des époques précédentes. 
C'est la dernière découverte d'une sépulture intacte faite à Tanis.